# 5013 Suzhousanzhong
5013 Suzhousanzhong (1964 VT1) là một tiểu hành tinh vành đai chính được phát hiện ngày 9 tháng 11 năm 1964, ở Đài thiên văn Tử Kim Sơn.